# Odorrana hosii
Espèce
Synonymes
- Rana hosii Boulenger, 1891
- Rana durheimi Baumann, 1913
- Rana cataracta Smith, 1922

Statut de conservation UICN

 LC  : Préoccupation mineure
Odorrana hosii est une espèce d'amphibiens de la famille des Ranidae.

## Répartition
Cette espèce se rencontre :
- en Malaisie péninsulaire et en Malaisie orientale ;
- en Indonésie au Kalimantan et à Sumatra ;
- dans le sud de la Thaïlande.

## Description

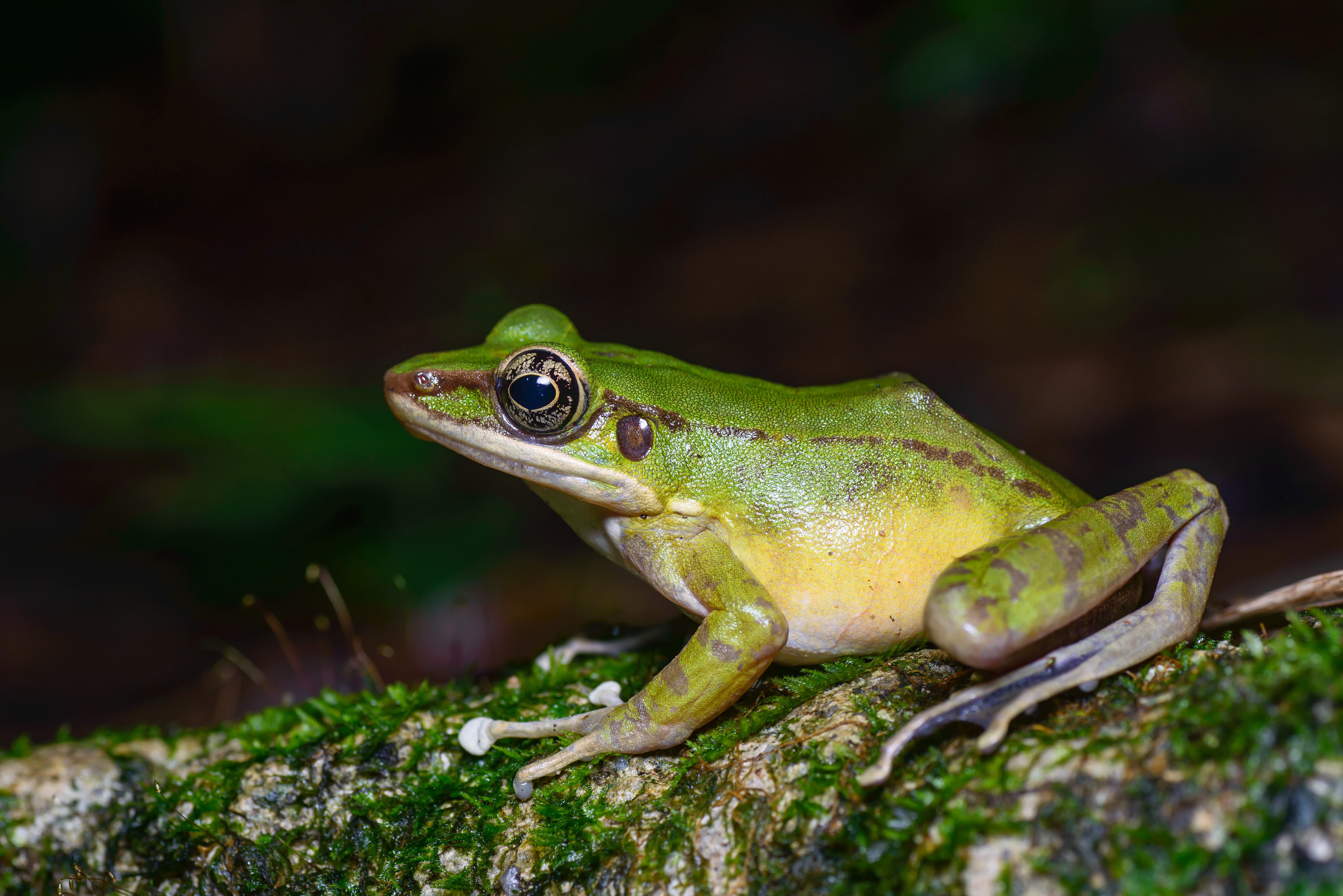
Une odorrana hosii dans le parc national de Khao Sok, Thaïlande. Septembre 2016.

Odorrana hosii mesure de 45 à 68 mm pour les mâles et de 85 à 100 mm pour les femelles. Sa coloration est de couleur verte avec des taches sombres.

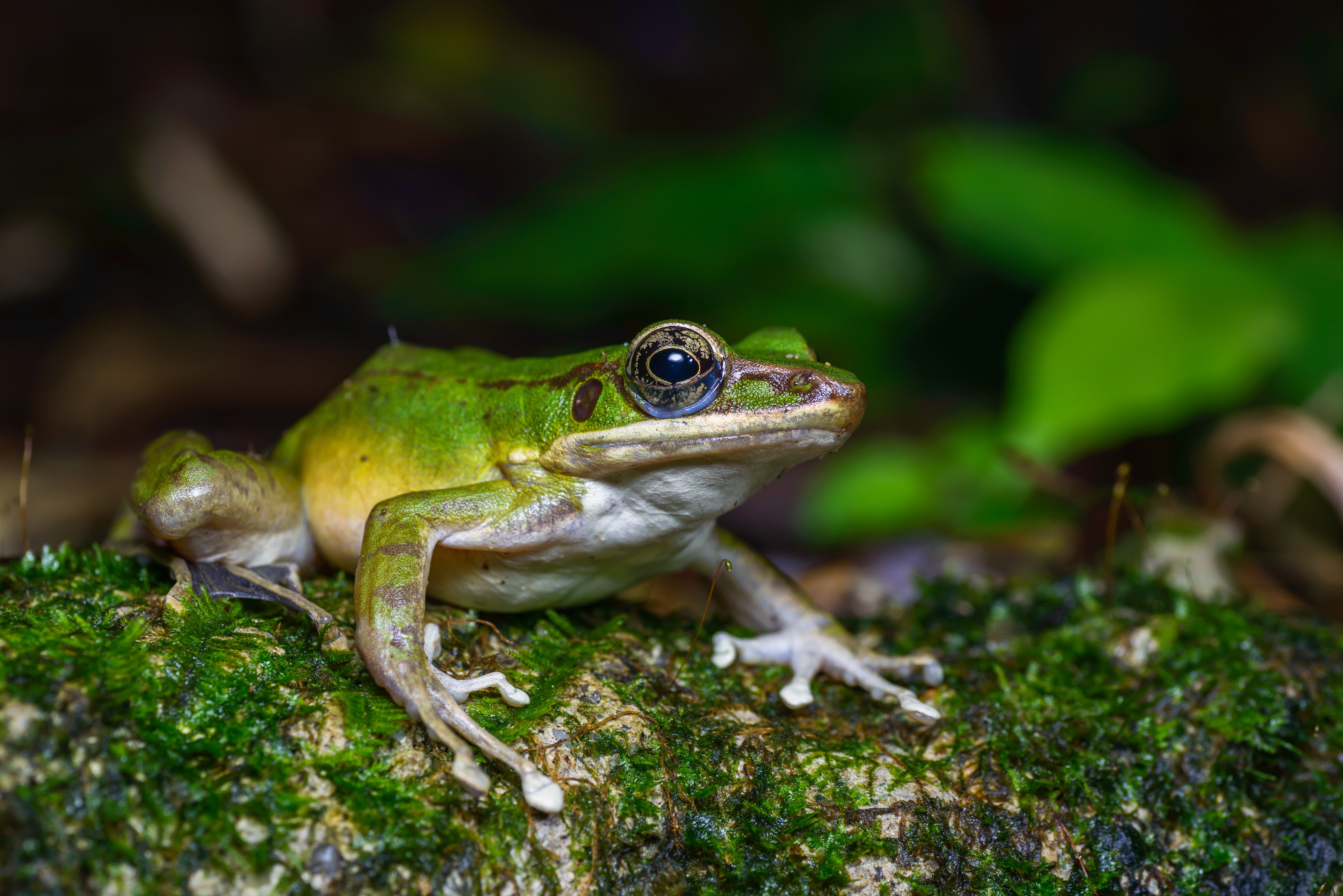
Odorrana hosii, parc national de Khao Sok, Thaïlande

## Étymologie
Cette espèce est nommée en l'honneur de Charles Hose.

## Publication originale
- Boulenger, 1891 : On new or little-known Indian and Malayan Reptiles and Batrachians. Annals and Magazine of Natural History, sér. 6, vol. 8, p. 288-292 (texte intégral).

## Liens externes

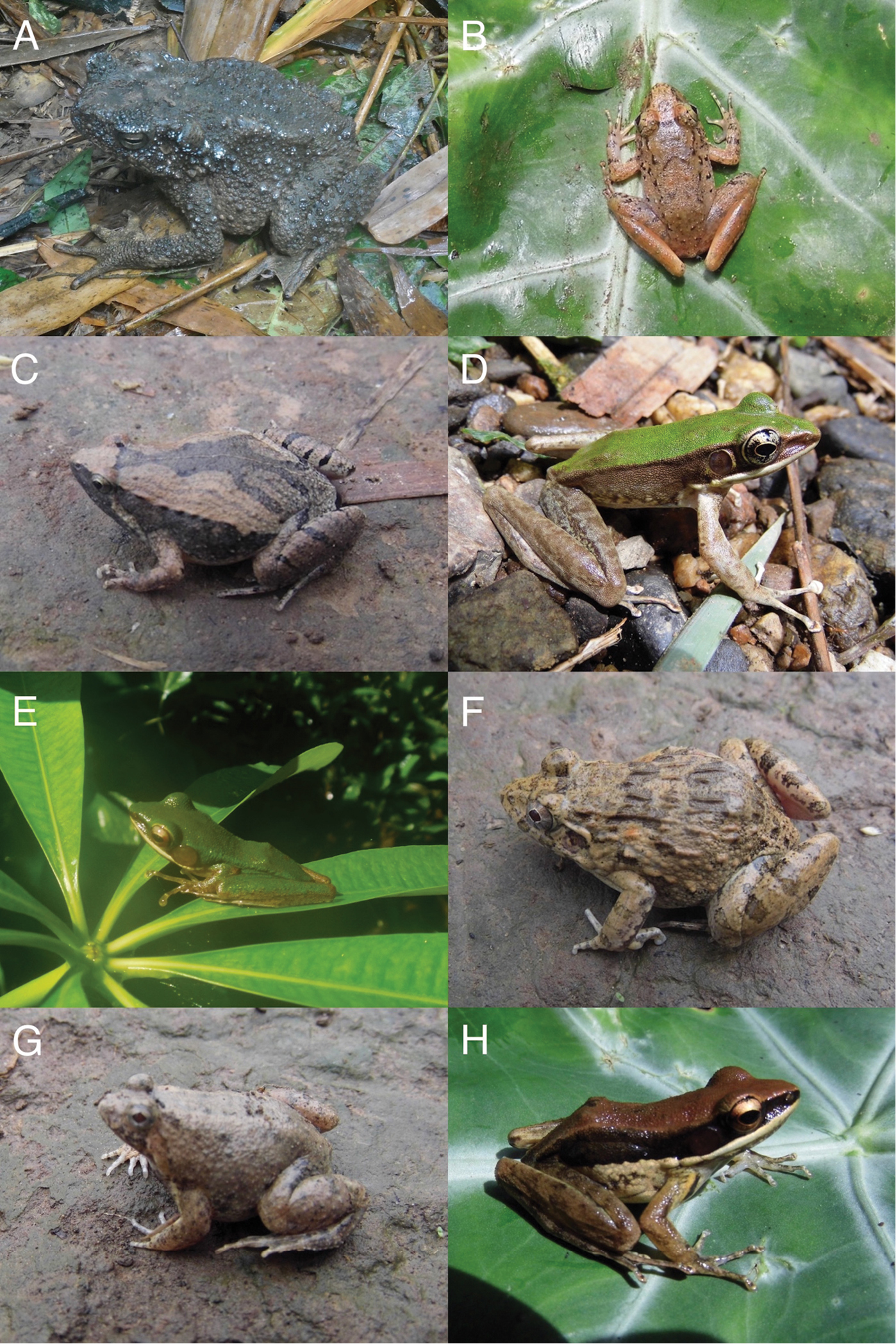
Photographies d'amphibiens lors d'un voyage d'étude, région de Tenasserim, Birmanie : A Phrynoidis aspera ; B Limnonectes doriae ; C Microhyla fissipes ; D Odorrana hosii ; E Chalcorana eschatia ; F Fejervarya sp. ; G Occidozyga martensii ; H Sylvirana malayana